# Waco (miniserie)
Waco es una miniserie estadounidense creada por John Erick Dowdle y Drew Dowdle basada en el asedio de Waco. La serie se estrenó en Paramount Network el 24 de enero de 2018 y estuvo compuesta por 6 episodios.

## Sinopsis
Waco revela la historia de «el enfrentamiento de 51 días en 1993 entre el FBI, la ATF y la secta espiritual de David Koresh, The Branch Davidians, en Waco, Texas, que resultó en un incendio mortal. Explora los detalles de la vida real que narra el enfrentamiento contado desde varias perspectivas de aquellos más íntimamente involucrados en ambos lados del conflicto».

## Elenco y personajes

### Principales
- Michael Shannon como Gary Noesner
- Taylor Kitsch como David Koresh
- Andrea Riseborough como Judy Schneider
- Paul Sparks como Steve Schneider
- Rory Culkin como David Thibodeau
- Shea Whigham como Richard Decker
- Melissa Benoist como Rachel Koresh
- John Leguizamo como Jacob Vazquez[n. 1]
- Julia Garner como Michelle Jones
- Glenn Fleshler como Tony Prince[n. 2]

### Recurrentes
- Demore Barnes como Wayne Martin
- Duncan Joiner como Cyrus Koresh
- Annika Marks como Kathy Schroder
- Tait Fletcher como Brad Branch
- Vivien Lyra Blair como Serenity Jones
- J.B. Tuttle como Davey Jones
- Camryn Manheim como Balenda Thibodeau
- Darcel Danielle como Sheila Martin
- Cayen Martin como Jamie Martin
- Eric Lange como Ron Engelman
- Michael Hyland como Walter Graves
- Rich Ting como Lon Horiuchi
- Christopher Stanley como Edward Wiggins
- Andy Umberger como Perry Jones
- Eli Goodman como Barry Skinner
- Ryan Jason Cook como Derek Ludlow
- Kimberly Kiegel como Catherine Matteson
- Kimberly Bigsby como Jaydean Wendell
- Kenneth Miller como Mike Schroeder
- Stephanie Kurtzuba como Carol Noesner
- Steven Culp como Jeff Jamar
- David Grant Wright como James Tabor

### Invitados
- Hans Christopher como Randy Weaver
- Marianna Gallegos como Vicki Weaver
- Samuel Kamphuis como Sammy Weaver
- Vic Browder como Bo Gritz
- Nick Wilding	como Timothy McVeigh
- Sarah Minnich como Sharon Wheeler
- Rex Linn como Dick DeGuerin
- Jon Kristian Moore como Jack Zimmerman
- Connie Ventress como Janet Reno

## Episodios
| N.º (serie) | Título                            | Director          | Guionista(s)                    | Emisión original      | Audiencia (en millones) |
| ----------- | --------------------------------- | ----------------- | ------------------------------- | --------------------- | ----------------------- |
| 1           | «Visions and Omens»               | John Erick Dowdle | John Erick Dowdle & Drew Dowdle | 24 de enero de 2018   | 1.11                    |
| 2           | «The Strangers Across the Street» | John Erick Dowdle | John Erick Dowdle & Drew Dowdle | 31 de enero de 2018   | 0.74                    |
| 3           | «Operation Showtime»              | John Erick Dowdle | Salvatore Stabile               | 7 de febrero de 2018  | 0.82                    |
| 4           | «Of Milk and Men»                 | Dennie Gordon     | Sarah Nicole Jones              | 14 de febrero de 2018 | 0.78                    |
| 5           | «Stalling for Time»               | Dennie Gordon     | Salvatore Stabile               | 21 de febrero de 2018 | 0.69                    |
| 6           | «Day 51»                          | John Erick Dowdle | John Erick Dowdle & Drew Dowdle | 28 de febrero de 2018 | 0.90                    |

## Producción

### Desarrollo
John Erick Dowdle y Drew Dowdle inicialmente concibieron el proyecto como una película. Ese trabajo original finalmente se convirtió en un guion cinematográfico que terminó siendo de alrededor de 150 páginas. Preocupado por su longitud, John Erick incluso cambió los márgenes en un intento de acortar el guion y por lo tanto aumentar sus posibilidades de que se interese un estudio. Eventualmente, Drew decidió convertir su proyecto de película en una serie limitada, a pesar de que nunca antes había intentado ese tipo de formato. Después de llevar su proyecto a The Weinstein Company los productores acordaron que la historia sería mejor servida en un formato más largo.
El 30 de agosto de 2016, se anunció que The Weinstein Company junto con Weinstein Television estaban desarrollando una miniserie basada en el asedio de Branch Davidian de 1993 en Waco, Texas. Se informó que los hermanos Dowdle escribirán y dirigirán la serie. La serie se basa en dos biografías: A Place Called Waco, por el sobreviviente de Branch Davidian, David Thibodeau, y Stalling For Time: My Life As An FBI Hostage Negotiator, escrito por el agente especial del FBI a cargo de las negociaciones, Gary Noesner. Durante el proceso de preproducción, los hermanos Dowdle pasaron una semana buscando información en la Universidad de Baylor, donde tienen la mayor colección relacionada con el asedio de Waco, con el fin de realizar más investigaciones para la serie, luego entrevistaron a personas y se reunieron con Noesner.
El 26 de octubre de 2016, se anunció que Spike había recogido los derechos para la serie. En abril de 2017, se informó que Salvatore Stabile y Sarah Nicole Jones se unieron al equipo de redacción y que cuatro episodios serán dirigidos por John Erick Dowdle y dos serán dirigidos por Dennie Gordon. En noviembre de 2017, se anunció que a raíz de las denuncias de acusaciones de abuso sexual contra el productor Harvey Weinstein, su nombre sería eliminado de los créditos de la serie al igual que The Weinstein Company. El 15 de enero de 2018, Kevin Kay, presidente de Paramount Network, aclaró que Waco no tendrá los créditos o el logotipo de The Weinstein Company, a pesar de que esa compañía participó en la producción. Además, afirmó que su intención es reemplazar a Weinstein Television con el nuevo nombre de la compañía en los créditos del programa cuando esté disponible.

### Casting
En agosto de 2016, se informó simultáneamente junto con el anuncio de la serie de que Michael Shannon y Taylor Kitsch habían sido elegidos como Gary Noesner y David Koresh, respectivamente. El 24 de marzo de 2017, se anunció que John Leguizamo se había unido al elenco en el papel de un agente del ATF, Robert Rodriguez. Más tarde ese mes, Andrea Riseborough, Rory Culkin, Paul Sparks, y Shea Whigham también se unieron para formar parte del elenco principal. En abril de 2017, se informó que Melissa Benoist y Julia Garner formarán parte del elenco principal. Unos días más tarde se reveló que, Camryn Manheim, Eric Lange, Annika Marks, Steven Culp, y Sarah Minnich participarán de forma recurrente.
Kitsch se sometió a una gran preparación y transformación física para el papel de Koresh. Esto incluía perder una cantidad sustancial de peso, dejar crecer su cabello y aprender a tocar la guitarra.

### Rodaje
En marzo de 2017, se informó que la serie se filmaría en el condado de Santa Fe, Nuevo México. El 10 de abril de 2017, el New Mexico Film Office emitió un comunicado de prensa donde se reveló que la fotografía principal comenzaría a mediados de abril y duraría hasta fines de junio.

### Marketing
El 26 de septiembre de 2017, Paramount lanzó el primer tráiler de la serie. Un segundo tráiler fue lanzado en noviembre.

## Recepción
La serie ha recibido una recepción mixta de los críticos. En Rotten Tomatoes, la serie tiene una calificación de aprobación del 66% con una calificación promedio de 6.18 sobre 10 basada en 35 reseñas. En Metacritic, que usa un promedio ponderado, asignó a la serie un puntaje de 56 sobre 100 basado en 15 reseñas, indicando "críticas mixtas."

### Índices de audiencia
Además de transmitirse en Paramount Network, los episodios de la miniserie fueron transmitidos simultáneamente en CMT. 
| No. | Título                            | Fecha de emisión      | Índice de audiencia (18–49) | Espectadores (en millones) | CMT (18–49) | Espectadores en CMT (en millones) | Total (18–49) | Espectadores totales (en millones) |
| --- | --------------------------------- | --------------------- | --------------------------- | -------------------------- | ----------- | --------------------------------- | ------------- | ---------------------------------- |
| 1   | "Visions and Omens"               | 24 de enero de 2018   | 0.38                        | 1.11                       | 0.12        | 0.34                              | 0.5           | 1.45                               |
| 2   | "The Strangers Across the Street" | 31 de enero de 2018   | 0.26                        | 0.74                       | 0.09        | 0.26                              | 0.35          | 1.00                               |
| 3   | "Operation Showtime"              | 7 de febrero de 2018  | 0.28                        | 0.82                       | 0.11        | 0.30                              | 0.39          | 1.13                               |
| 4   | "Of Milk and Men"                 | 14 de febrero de 2018 | 0.28                        | 0.78                       | 0.04        | 0.20                              | 0.32          | 0.98                               |
| 5   | "Stalling for Time"               | 21 de febrero de 2018 | 0.24                        | 0.69                       | 0.09        | 0.28                              | 0.33          | 0.97                               |
| 6   | "Day 51"                          | 28 de febrero de 2018 | 0.29                        | 0.90                       | 0.05        | 0.19                              | 0.34          | 1.10                               |

### Premios y nominaciones
| Año  | Premiación                 | Categoría                                                                                  | Nominado(s)                                                                            | Resultado | Ref.   |
| ---- | -------------------------- | ------------------------------------------------------------------------------------------ | -------------------------------------------------------------------------------------- | --------- | ------ |
| 2018 | Primetime Emmy Awards 2018 | Mejor actor de reparto en una serie limitada o película para televisión                    | John Leguizamo                                                                         | Nominado  | [ 27 ] |
| 2018 | Primetime Emmy Awards 2018 | Excepcional mezcla de sonido para una serie limitada o película para televisión            | Craig Mann, Laura Wiest, & David Brownlow (por "Operation: Showtime")                  | Nominado  | [ 27 ] |
| 2018 | Primetime Emmy Awards 2018 | Edición de sonido excepcional para una serie limitada, película para televisión o especial | Kelly Oxford, Karen Triest, Mitch Bederman, & Brian Straub (por "Operation: Showtime") | Nominado  | [ 27 ] |